# Norodom

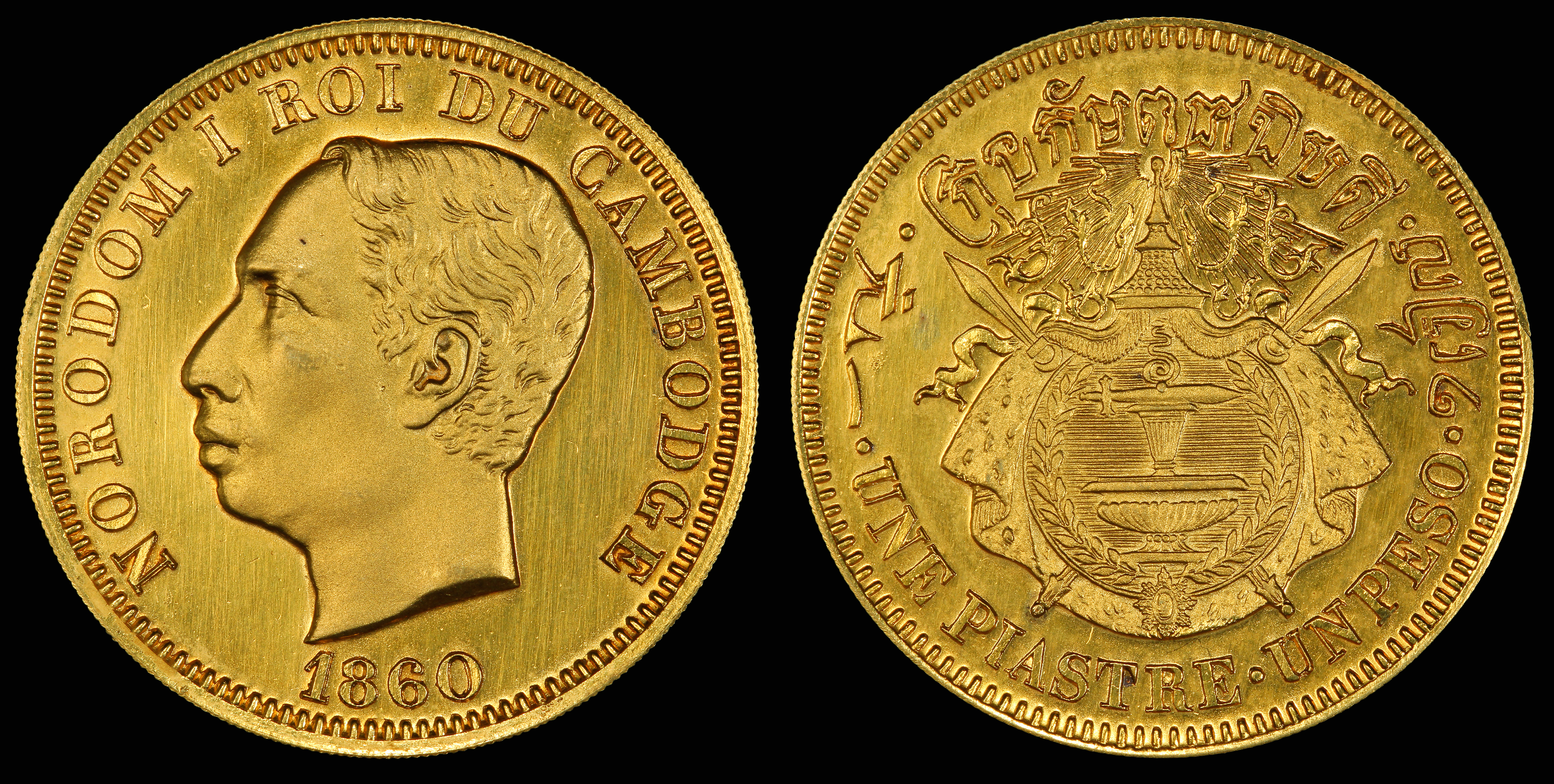
Norodoms guldpiaster som präglades 1860

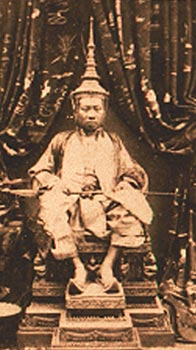
Norodoms kröning 1863 i Wat Photemplet i Bangkok

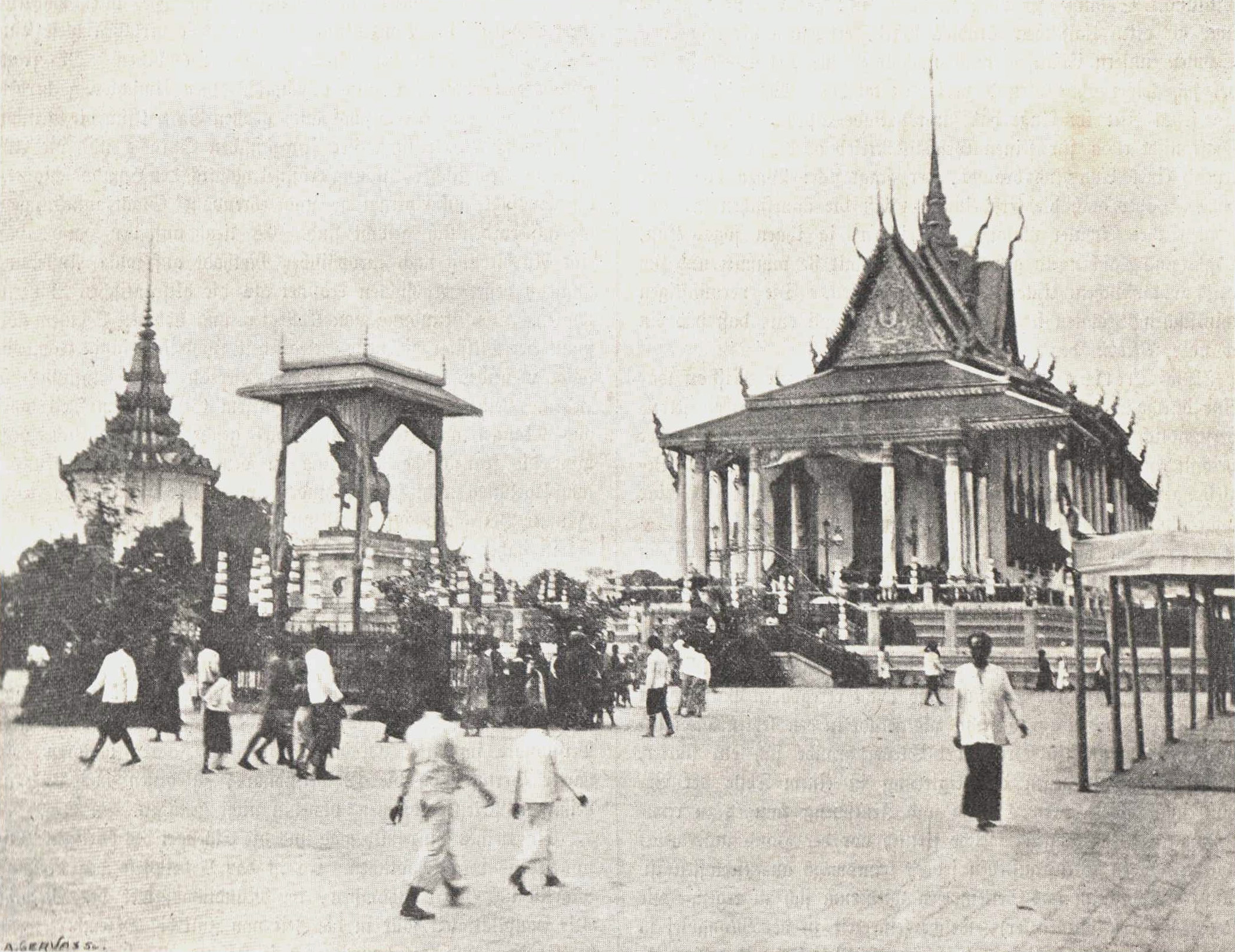
Norodoms Silverpagoda byggdes 1892

Norodom (alt. Narottama khmer: នរោត្តម), också känd som Vody eller Ang Voddey (khmer: អង្គវតី), född februari 1834 i Angkor Borei, Kambodja, död 24 april 1904 i Bangkok, Siam. Kung av Kambodja mellan 18 oktober 1860 och 24 april 1904, då han avled. Son till Ang Duong den store av Kambodja. Norodom, som sedan 1863 var regent under franskt protektorat, anses som den första moderna kungen av Kambodja, eftersom landet under hundratals år innan varit vasallstat till kungadömet Siam (nuvarande Thailand).

## Biografi
I mitten av 1800-talet hotades Kambodja att delvis eller delvis uppgå i de båda rivaliserande länderna Siam och Vietnam, varvid Kambodja utgjorde en mer eller mindre demilitariserad zon mellan dessa båda länder.
Prins Norodom föddes med namnet Ang Reacheavoddey (khmer: អង្គ រាជាវតី) som äldsta son till kung Ang Duong, vilken i Siams namn regerade Kambodja mellan 1841 och 1844, och från 1845 till sin död 1860. Efter en invasion från Siam (Thailand) och flera århundraden av förfall utgjorde Kambodja sedan 1802 en vasallstat till såväl Vietnam som Siam, och under denna tid betalade Kambodja tribut till Siam, och kungafamiljen i Kambodja levde ibland i Bangkok under mer eller mindre gisslanlika former.
Norodom och hans halvbror Sisowath skickades av sin far till Bangkok för att studera, och medan bröderna växte upp med den Thailändska kungafamiljen, lärde de sig Siamesiska (Thai), politik, miltarism, om buddhism och att skriva det gamla skrivspråket Pali, buddhismens äldsta källspråk. 1857 var Norodom aktiv som rådgivare inom den kungliga Thailändska Armen, för vilken tjänst han förärades den Vita elefantens orden.
När Norodoms far Ang Duong avled 1860, så valdes hans äldste son till kung i Kambodja, men eftersom Thailand vägrade lämna ut de kambodjanska riksregalierna, och förvägrade Vietnam rätten att kröna kungen kunde han inte krönas som Kambodjas officielle kung. Avsikten sägs ha varit att underminera Vietnams anspråk på Kambodja som vasallstat, och istället stärka sin överhöghet över Kambodja. Samtidigt uppstod ett rebelliskt uppror bland minoritetsbefolkning som tillhörde Chamfolket i Kampong Champrovinsen och 1862 förlorade Norodom kontrollen över regionen, och flydde från den dåvarande huvudstaden Oudong till Battambang, och därifrån till Bangkok där han levde i exil fram till 1863.

### Skuggkung under franskt protektorat
I denna situation inbjöd Frankrike Kambodja 1863 sitt beskydd, med villkor att Kambodja accepterade att bli ett franskt protektorat som en del av det Franska Indokina, vilket Norodom accepterade, samtidigt som han skickade en mängd brev till Thailand, där han påstods sig tvingad till detta av den franske admiralen Pierre-Paul de La Grandière. Många Kambodjaner anser idag att denna handling var avgörande för Kambodjas fortsatta existens, och Norodoms 43 år som regent, är den längst inom landet i historisk tid.
När vietnamesiska och thailändska gerillaledare medverkat till ett inbördeskrig i Kambodja, beslöt sig thailändske kungen för att insätta Norodom som Skuggregent i Kambodja, medan man återställde ordningen, och den officiella kröningsceremonin hölls 1864 i Wat Photemplet i Bangkok med både thailändska och franska officianter närvarande. Siam tillät Norodom att uppföra ett  hov i Battambang, där regionen stod under Siamesisk kontroll och först 1866 installerades Norodom som kung i Phnom Penh.. Hans nya namn som kung blev Norodom Prohmbarirak (khmer: ព្រះនរោត្ដម ព្រហ្មបរិរក្ស), men efter kröningen behölls regalierna i Thailand.
1867 tvingade Frankrike, som hade ett övertag genom sina armeresurser, Siam att ge upp de inre delarna av Kambodja genom ett fredsfördrag, och Norodom tvingades 1867 att återupprätta sitt hov i den gamla huvudstaden Oudong, och att underteckna ett avtal med Frankrike, där de inre delarna av Kambodja inte längre hade Thailand som ägare, utan hamnade under franskt kolonialt styre. Kambodja uppnådde genom denna eftergift att återigen bli ett oberoende franskt protektorat, men med stort mått av självbestämmande. När Kambodja blivit ett franskt protektorat accepterade Siam på Frankrikes uppmaning att skicka över riksregalierna och 1868 kröntes Norodom igen.
Den unga kungen regerade över ett land svårt plågat av inrikes fejder och krig, och följderna av att Vietnam och Thailand tidigare kämpat om att erövra regionala områden, vilket avlöst av strider mellan Siam och Frankrike om land, och fått lokalbefolkningen att kämpa tillbaka under rebelluppror, eller i form av rena banditligor.

### Under Franska Indokina
Olika franska krigssegrar gav 1887 upphov till bildningen av Franska Indokina där de olika länderna blev delar av ett storfranskt kolonialvälde.
1884 tog Frankrike total kontroll över Laos, och i viss uträckning också över Vietnam, och tvingade Norodom att motvilligt skriva under ett avtal, där han lät Frankrike få kontroll över statsfinanserna, skatter och statliga institutioner. Med en fransk stridsflotta ankrad utanför det kungliga palatset hade han inget alternativ annat än att underteckna, men Frankrike blev från denna stund hatat över hela landet. 1885 startade Norodoms halvbror Si Votha en revolt mot fransmännen vilken slogs ner av Thailändsk militär. Frankrike anklagade Norodom för att ha stött och även initierat revolten. Revolten avslutades när kung Norodom försäkrade dem att han fått kompensation av Frankrike. Efter denna revolt, fick Norodom något av sin styrka och kontroll tillbaka, och fransmännen aktade sig efter denna revolt att pressa kungen ytterligare under protektoratet. Norodom förblev ändå fram till sin död en skuggkonung under fransk kolonialism, men där han ändå lyckades etablera en stridsflotta och höjde innevånarnas självkänsla.
Norodom företog 1872 en resa till Hong Kong, Manilla och Singapore, och hemförde musiker och musikimpulser, som tillsammans med den kungliga balettakademin i stora mått ökade Kambodja som kulturland. Norodom var en stor beskyddare av kambodjansk konst och kultur,  och han lät bygga tempelkomplexet Wat Oudong 1875, Silverpagodan 1892.
En tid före sin död utsåg Norodom sin son Yukanthor att få ärva hans krona, men Yukanthor hade en konflikt med fransmännen, vilka förhindrade detta val av tronarvinge. Fransmännen flyttade huvudstaden från Oudong till Phnom Penh utan att Norodom kunde förhindra det och fransmännen tvingade också Norodom att ge upp buddhismen, och bli kristen. De förändrade aktivt traditionerna i landet, och lyckades få folket att inta en mer europeisk prägel, samt blev underlydande till en fransk guvernör,  Henri Félix de Lamothe.

### Exil i Thailand och död

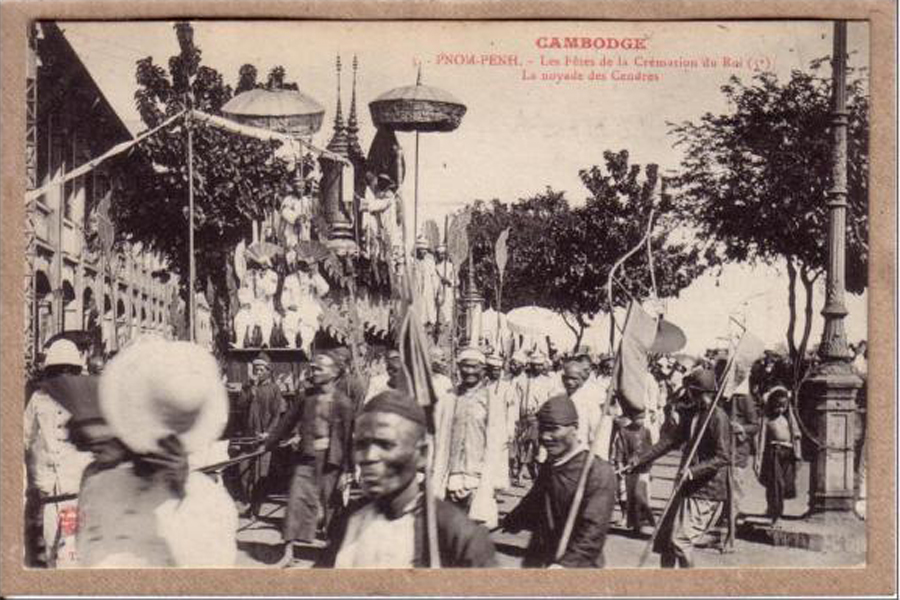
Norodoms begravningsprocession 1906

Efter detta stödde Frankrike Norodoms franskvänlige halvbror Sisowath, att bli kung i Kambodja, varvid Norodom flydde i exil till Thailand, där han avled av cancer i Bangkok 1904. Kung Chulalongkorn av Thailand beslöt dock att återbörda hans kropp till Kambodja och kung Norodom kremerades 1906 i Phnom Penh.
Norodoms livsgärning anses idag trots åren som skuggkonung, som en framgångsrik diplomatisk bedrift, och att han från ett begränsat och komplicerat  utgångsläge, med många fruktbärande kompromisser ändå räddade landet från att gå under och lade plattformen till ett land som bättre bibehöll sin position, än till exempel grannlandet Laos.

## Utmärkelser
Efter sin död fick Norodom titeln Preah Karuna Preah Sovannakaot (khmer: ព្រះករុណាព្រះសុវណ្ណកោដ្ឋ).